# Molinis
Molinis är en ort och tidigare kommun i regionen Plessur i den schweiziska kantonen Graubünden. Molinis ligger i mellersta delen av Schanfiggdalen, på Plessur-flodens norra strand. Detta skiljer den från alla andra byar i dalen vilka ligger på bergssluttningarna. Från och med 2013 ingår den i kommunen Arosa, vars huvudort ligger 15 kilometers körväg sydost om Molinis. Många arbetspendlar till kantonshuvudstaden Chur, som ligger 15 kilometers körväg västerut.
Byn var rätoromanskspråkig fram 1300-talet, då tyska språket vann insteg genom inflyttning av walsertyskar från byarna längre upp i dalen. Kyrkan nämns första gången 1509, och blev reformert 1530. Den katolska minoritet som finns idag söker kyrka i kommunens centralort.